# Pierhead Building

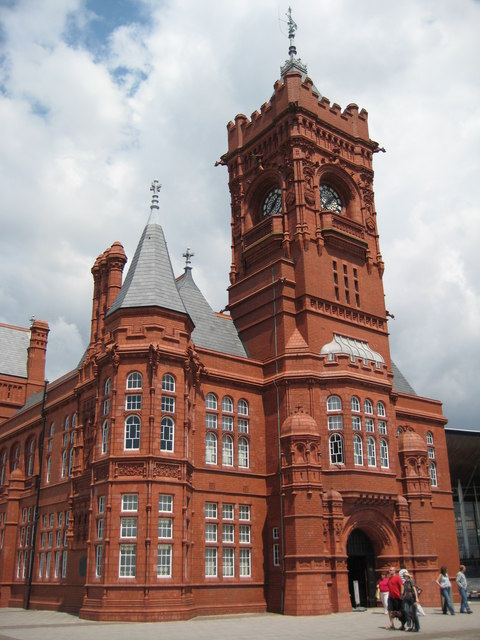
Das Pierhead Building im Juni 2008

Das Pierhead Building (auch kurz The Pierhead genannt, walisisch Adeilad y Pierhead) ist ein Gebäude in der walisischen Hauptstadt Cardiff. Es wurde im Jahr 1897 in neogotischem Stil erbaut und dient heute als einer der Hauptstandorte des walisischen Parlaments.
Das denkmalgeschützte Gebäude gilt als Wahrzeichen der Stadt und wird aufgrund seiner Ähnlichkeit zum Uhrenturm des Palace of Westminster in London auch als „walisischer Big Ben“ bezeichnet.

## Lage
Das Pierhead Building liegt unmittelbar an der Cardiff Bay, etwa 40 Meter vom Ufer des Bristolkanals entfernt. In direkter Nähe befinden sich die Senedd (das walisische Parlamentsgebäude), das Kulturzentrum Wales Millennium Centre (Sitz der Welsh National Opera) und Tŷ Hywel, ein weiterer Standort der National Assembly.

## Geschichte
Das Gebäude wurde 1897 nach Plänen des walisischen Architekten William Frame (1848–1906) errichtet, der zuvor bereits an der Renovierung von Cardiff Castle und Castell Coch beteiligt war. Es diente zunächst als Hauptquartier der Eisenbahngesellschaft Bute Docks Company, die sich noch im Jahr des Baus in Cardiff Railway Company umbenannte. Die Fassade besteht aus glasierter roter Terrakotta, die aus dem nordwalisischen Ruabon bei Wrexham stammt. Ruabon war lange Zeit als Hochburg der Terrakottaproduktion bekannt.
Am 1. März 2010 wurde das Pierhead Building als Museum zur Geschichte des Gebäudes und der National Assembly der Öffentlichkeit zugänglich gemacht; ferner wird das Gebäude auch als Veranstaltungszentrum genutzt. Das erste Projekt nach der Wiedereröffnung waren die Pierhead Sessions, eine Reihe von Veranstaltungen, Diskussionen und Vorlesungen zu verschiedenen Themen, die vom 4. bis zum 6. März abgehalten wurden.